# 盈江青冈
盈江青冈（学名：Quercus brevicalyx）为壳斗科栎属下的一个种。